# 7826 Kinugasa
7826 Kinugasa eller 1991 VO är en asteroid i huvudbältet som upptäcktes den 2 november 1991 av de båda japanska astronomerna Kazuro Watanabe och Atsushi Takahashi vid Kitami-observatoriet. Den är uppkallad efter den japanske basebollspelaren Sachio Kinugasa.
Den tillhör asteroidgruppen Vesta.